# Тофалары

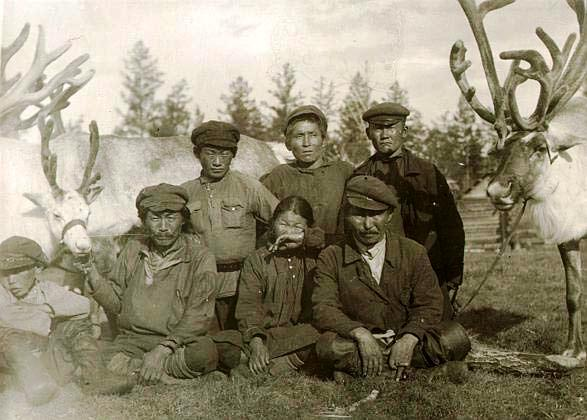
Группа тофаларов-оленеводов

Тофала́ры, или то́фы (прежнее название — карага́сы, самоназвание — тоъфа, тофа, топа, тоха, мн. ч. — тофалар) — тюркоязычный коренной малочисленный народ России, проживающий на юге Сибири.
Внесены в Перечень коренных малочисленных народов Севера, Сибири и Дальнего Востока Российской Федерации.

## Расселение

Расселение тофалар в СФО по городским и сельским поселениям в %, перепись 2010 г.

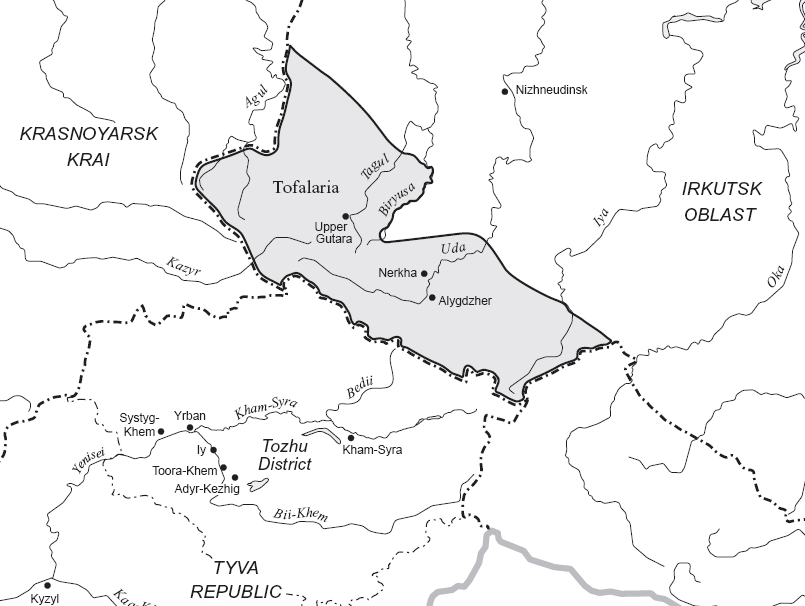
Территория расселения тофаларов

Проживают на территории Тофаларии, юго-западной части Нижнеудинского района Иркутской области, в бассейнах рек Бирюсы, Уды, Кана, Гутары, Ии и других на северо-восточных склонах Восточного Саяна в основном в созданных в 1920—1930-х годах населённых пунктах Алыгджер, Верхняя Гутара и Нерха, куда были принудительно переселены при переводе на оседлый образ жизни. Транспортное сообщение с этой территорией осуществляется только по воздуху, зимой возможно добраться также на специализированной технике по льду реки.
С конца XVII века до 1925 года численность тофаларов неизменно составляла от 400 до 500 человек. Письменных свидетельств вымирания народа не сохранилось, предположительно, их количество не менялось с прихода русских и не связано с их влиянием.

## Численность
| Численность населения | Численность населения | Численность населения | Численность населения | Численность населения | Численность населения | Численность населения | Численность населения | Численность населения | Численность населения | Численность населения | Численность населения | Численность населения | Численность населения | Численность населения |
| 1675                  | 1701                  | 1839                  | 1851                  | 1858                  | 1877                  | 1882                  | 1883                  | 1884                  | 1887                  | 1888                  | 1897                  | 1908                  | 1911                  | 1914                  |
| --------------------- | --------------------- | --------------------- | --------------------- | --------------------- | --------------------- | --------------------- | --------------------- | --------------------- | --------------------- | --------------------- | --------------------- | --------------------- | --------------------- | --------------------- |
| 340                   | ↗405                  | ↗500                  | ↗543                  | ↘416                  | ↘413                  | ↗456                  | ↗457                  | ↘407                  | ↗426                  | ↗431                  | ↘389                  | ↗400                  | ↗449                  | ↘405                  |
| 1915                  | 1925                  | 1926                  | 1927                  | 1929                  | 1930                  | 1959                  | 1970                  | 1979                  | 1989                  | 2002                  | 2010                  | 2021                  |                       |                       |
| ↗456                  | ↘416                  | ↘414                  | ↗418                  | ↘412                  | ↗419                  | ↗589                  | ↗620                  | ↗763                  | ↘731                  | ↗837                  | ↘762                  | ↘719                  |                       |                       |

Численность тофаларов в населённых пунктах Иркутской области в 2002 г.: село Верхняя Гутара — 262; село Алыгджер — 248; деревня Нерха — 144.

## Язык
Тофаларский язык относится к саянской группе восточнотюркских языков. По переписи населения 2002 г. в Иркутской области из 723 тофаларов родным языком владели 114 чел. (16 %), русским — все 723 чел. (100 %). Для тофаларского языка разработана письменность, изданы букварь и учебные пособия.
Изучение тофаларского языка началось с середины XIX века. С XVII века в результате установления тесных контактов с русскими в лексике тофаларов появилось много русских заимствований, часть тофаларов перешла на русский язык. Кроме того, в связи с довольно тесными контактами с бурятами часть тофаларов знала бурятский язык.
После принудительного перехода к оседлому образу жизни и организацией тофаларских посёлков, где вместе с тофаларами жили русские, а в открытых в посёлках школах тофаларского языка не преподавалось, началось вытеснение тoфаларского языка русским.
В советские годы риск исчезновения тофаларского языка был особенно велик. Однако с 1990 года было организовано обучение родному языку тoфаларских детей в детских садах и школах, одновременно проводятся попытки возрождения национальных обрядов и традиций. Несмотря на эти усилия, тофаларский язык остаётся в числе вымирающих.

## Самоназвание
Название тофалары закрепилось относительно недавно, в 1930-х годах, и происходит оно от самоназвания тофаларов тофа, по-тофаларски — тоъфа (в отличие от других народов Севера, использующих самоназвание со значением «человек», у тофаларского слова тоъфа как такового значения нет. «Человек» на тофаларском — киши). До 1930-х годов этот народ имел другое, тотемическое название — карагасы, что предположительно переводится как «чёрные гуси». Возможно, первоначально это было название одного из тофаларских родов, а позже оно распространилось на весь народ. По мнению большинства исследователей, карагасы кочевали в этой местности уже на момент прихода в долину реки Уды первых русских землепроходцев — казаков.
Одновременно с переводом на оседлый образ жизни советская власть придала самоназванию «карагасы» негативный оттенок в связи с его «звериной» сутью. С 1934 года было закреплено официальное название территории проживания тофаларов — Тофалария, с отказом от ранее использовавшегося названия Карагасия.

## Происхождение
Как полагают исследователи, тофалары сложились в результате смешения древнего кетоязычного и самодийского населения с племенами дубо, переселившихся в регион Саяно-Алтая. Традиционно дубо (туба, туха) отождествляются с древними тюркскими племенами теле. При этом по мнению А. С. Шабалова, первоначально теле (в том числе дубо) представляли собой монголоязычную группу племён, подвергшихся тюркизации в конце IV века н. э.

## Генетика
Доля по Y гаплогруппам оказалась: N — 82 % из них: N-L666 — 45 %, N3a5а — 31 %. У тофалар поселений Алыгджер, Верхняя Гутара и Нерха частота Y-хромосомной гаплогруппы N1a2-F1008/L666 составляет 45 %.

## История
Впервые тофы упоминаются как племя дубо (туба, туво) в китайских летописях Вэйской династии V века как народ, проживавший восточнее Енисея. Они являлись данниками различных центральноазиатских империй.
В XVII веке Тофалария вошла в состав Московского государства. После 1757 года, когда соседняя Тува вошла в состав Маньчжурской империи Цин, Тофалария осталась в составе Российской империи, испытывая значительное административное и культурное (речевое и на уровне быта) влияние со стороны русских. Административно была создана Удинская землица с пятью улусами в её составе. Для тофаларов был установлен ясак пушниной и мясом, отдельные годы он был фиксированным и не зависел от природных условий и реального числа охотников. О точном количестве народа на время первых статистических исследований (1851 год) судить трудно.
В общественной жизни тофаларов (вплоть до Октябрьской революции 1917 года) большое значение имели ежегодные (иногда раз в 2 года) декабрьские собрания всех тофов — сугланы (от бур. суглаан — «собрание») — для избрания должностных лиц.
К началу XX века в среде тофаларов сохранились значительные признаки родоплеменной структуры, в частности, разделение на 5 патрилинейных родов (Каш, Сариг-Каш, Чогду, Кара-Чогду и Чептей; специалисты установили, что ранее таких родов было 8) и патронимические группы, между которыми разделялись территории для кочёвок и промысловые угодья. С конца XIX века из-за оскудения лесов пушными животными такие переделы стали ежегодными.
В 1939 году в составе Иркутской области РСФСР был организован Тофаларский национальный район с центром в селе Алыгджер, но уже в 1950 году он был упразднён, и вместо него появились два тофаларских сельсовета — Тофаларский, с центром в Алыгджере, и Верхне-Гутарский, с центром в селе Верхняя Гутара, в составе Нижнеудинского района Иркутской области.

## Хозяйственный уклад
До 1920-х годов тофалары были полукочевым народом, занимавшимся охотой и оленеводством. Основными объектами охотничьего промысла у тофаларов были: белка, соболь, выдра, бобр, лисица, лось, марал, косуля и другие животные тайги. После перевода к оседлому образу жизни тофалары одновременно подверглись коллективизации и перешли к землепашеству и животноводству. Однако впоследствии они отказались от этих родов деятельности, преимущественно перейдя на лесозаготовку, деревообработку, изготовление кирпичей, плотницкие, печные и отделочные работы.
При этом в хозяйственной жизни тофаларов значительное место всё равно занимали традиционные таёжные промыслы: охота, рыболовство, сбор кедровых орехов. В незначительной степени сохранилось и оленеводство.
В результате активной антирелигиозной пропаганды со стороны советской власти, проводившейся в 1930-е годы, многие тофалары постепенно отошли от традиционной веры — шаманизма и утратили многие элементы традиционной культуры, связанной с кочевьем. Из традиционной национальной культуры у тофаларов сохранились только навыки оленеводства, таёжных промыслов и тофаларский язык, который, однако, используется в быту всё меньше. Национальная одежда перестала быть частью не только повседневной жизни, но и праздников, вместе с изменением образа жизни исчезло традиционное жилище — чум. Прежние свадебные и погребальные обряды были заменены принятыми в советском обществе церемониями. Возрождение интереса к традиционной культуре отмечается с конца 1980-х годов, что привело к появлению центров этнической культуры, творческих групп и сезонных фестивалей тофаларов.

### Традиционное жилище
Традиционным жилищем тофаларов являлся чум конической формы, из жердей, зимой крытый ровдугой (замшей из шкуры изюбря или лося), летом — берестой. Чум делился на женскую (справа от входа) и мужскую (слева) половины.
Стойбище обычно насчитывало от 2 до 5 чумов, летом — до 10. Уже с начала XIX века среди тофаларов получили распространение срубные дома.

### Традиционная одежда
Мужская одежда представлена штанами из шкуры кабарги или козла (летом из ровдуги или покупной ткани) и разнообразными кафтанами с застёжкой на правую сторону, которые надевали на голое тело, и поясом. Уже в XIX веке перешли на унифицированный костюм русских сибиряков, сохраняя национальную особенность в деталях (правосторонние застежки, отделка, пояса). Тофаларский женский наряд состоял из штанов и платья с разрезом на груди, а также пояса. Традиционные женские украшения — серьги, оловянные браслеты и кольца. Зимой тофалары носили тулупы из оленьей шкуры мехом внутрь. Специфическими являются головные уборы: летом — войлочная шапочка маньчжурского типа (но обычно без кисти; позже её заменила фуражка), зимой — меховые шапки-ушанки, которые подвязывались у подбородка.

### Традиционное питание
Основу рациона тофаларов составляло мясо, в том числе дичи и оленина; ржаные хлебцы, выпекаемые в золе или на камнях; в качестве приправ и приложений — многочисленные корни и дикорастущие растения (дикий лук, черемша, ягоды, кедровые орехи и т. д.). Из-за уплаты тяжёлых податей, в отдельные годы питание было довольно скудным. Как среди мужчин, так и женщин было распространено табакокурение.

### Фольклор
У тофаларов богатый устный фольклор — пословицы и поговорки, сказки, легенды и предания.
Среди исследователей традиций тофаларов ярко выделяются как известные тюркологи широкого профиля Радлов В. В. и Катанов Н. Ф., так и те, что сделали немало для изучения именно тофаларов — Петри Б. Э., Рассадин В. И., Шерхунаев Р. А. и другие.

## Вероисповедание
Традиционные верования включали анимизм, шаманизм и тотемизм.
Усилиями православных миссионеров в конце XIX века часть тофаларов была обращена в христианскую веру. В настоящее время усилиями Иркутской епархии РПЦ проводится миссионерская работа в Тофаларии. Так, в феврале 2007 года было крещено более 100 человек.